# مسألة التسطيح

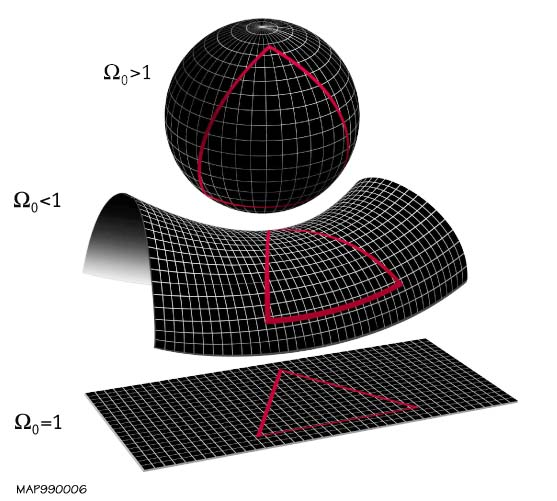
يتم تحديد الهندسة المحلية للكون من خلال ما إذا كانت الكثافة النسبية Ω أقل من أو تساوي أو أكبر من 1. من الأعلى إلى الأسفل، كون كروي ذو كثافة أكبر من الكثافة الحرجة (Ω> 1، k> 0)؛ الكون الزائدي الخافق (Ω <1 ، k <0)؛ وكون مسطح مع بالضبط كثافة حرجة (Ω = 1 ، ك = 0). الزمكان في الكون على عكس المخططات، رباعي الأبعاد.

مسألة التسطيح (المعروفة أيضًا باسم مسألة الشيخوخة) هي مسألة ضبط كوني ضمن نموذج الانفجار العظيم للكون. تنشأ مثل هذه المشكلات من ملاحظة أن بعض الشروط الأولية للكون تبدو مضبوطة وفقًا لقيم «خاصة» جدًا، وأن الانحرافات الصغيرة عن هذه القيم سيكون لها تأثيرات شديدة على ظهور الكون في الوقت الحالي.
في حالة مسألة التسطيح، يكون الوسيط الذي يظهر بدقة هو كثافة المادة والطاقة في الكون. تؤثر هذه القيمة على انحناء الزمكان، مع وجود قيمة حرجة محددة للغاية مطلوبة لكون مسطح. لوحظ أن كثافة الكون الحالية قريبة جداً من هذه القيمة الحرجة. نظرًا لأن الكثافة الإجمالية تنطلق بسرعة من القيمة الحرجة عبر الزمن الكوني، يجب أن يكون للكون المبكر كثافة حتى أقرب إلى الكثافة الحرجة، مبتعدًا عنها بجزء واحد في 1062 أو أقل. هذا يقود علماء الكونيات إلى التساؤل عن كيفية ضبط الكثافة الأولية عن كثب على هذه القيمة «الخاصة».
ذكر روبرت ديكي المسألة لأول مرة في عام 1969. الحل الأكثر شيوعًا بين علماء الكونيات هو التضخم الكوني، فكرة أن الكون مر بفترة قصيرة من التوسع السريع للغاية في الأول جزء من الثانية بعد الانفجار العظيم. جنبا إلى جنب مع مسألة الاحتكار ومسألة الأفق، مسألة التسطيح هي واحدة من الدوافع الرئيسية الثلاثة لنظرية التضخم.

## كثافة الطاقة ومعادلة فريدمان
وفقا لمعادلات آينشتاين للمجال في النسبية العامة، يتأثر هيكل الزمكان بوجود المادة والطاقة. على المقاييس الصغيرة، يبدو الفضاء مسطحًا - كما هو الحال مع سطح الأرض عند النظر إلى منطقة صغيرة. لكن على المقاييس الكبيرة، ينحني المكان بتأثير جاذبية المادة. بما أن النسبية تشير إلى تكافئ المادة والطاقة، فإن هذا التأثير ينتج أيضًا عن وجود الطاقة (مثل الضوء والإشعاع الكهرومغناطيسي الآخر) بالإضافة إلى المادة. تعتمد درجة انحناء الكون على كثافة المادة/الطاقة الموجودة.
يمكن التعبير عن هذه العلاقة من خلال معادلة فريدمان الأولى. في كون بدون ثابت كوني، تأخذ المعادلة الشكل التالي:
{\displaystyle H^{2}={\frac {8\pi G}{3}}\rho -{\frac {kc^{2}}{a^{2}}}}
حيث H هو ثابت هابل، الذي هو مقياس لمعدل توسع الكون. ρ هي كثافة الإجمالية للكتلة والطاقة في الكون، a هو عامل التحجيم (أي «حجم» الكون بالأساس)، k هو معامل الانحناء - أي مقياس مدى انحناء الزمكان. تعني القيمة الموجبة أو الصفرية أو السلبية لمعامل الانحناء كونًا مغلقًا أو مسطحًا أو مفتوحًا على التوالي. الثابتين G وc هما ثابت الجاذبية وسرعة الضوء على التوالي.
غالبًا ما يبسط علماء الكونيات هذه المعادلة من خلال تعريف الكثافة الحرجة ρc. بالنسبة لقيمة معينة لثابت هابل، تُعرف هذه الكثافة على أنها الكثافة المطلوبة للكون المسطح، أي أن k=0. وبالتالي تعني المعادلة أعلاه
{\displaystyle \rho _{c}={\frac {3H^{2}}{8\pi G}}}
بما أن الثابت G معروف ويمكن قياس معدل التمدد H من خلال رصد سرعة ابتعاد المجرات عنا، فيمكن تحديد ρc. تبلغ قيمتها حاليًا نحو 10−26 كليوجرام متر−3. يُرمز لنسبة الكثافة الفعلية لهذه القيمة الحرجة بالرمز Ω، ويحدد حاصل طرحها من العدد 1 هندسة الكون: Ω> 1 يتوافق مع كثافة أكبر من الكثافة الحرجة، ρc > ρ، وبالتالي كون مغلق. Ω <1 يعطي كونًا مفتوحًا منخفض الكثافة، وΩ=1 يعطي كونًا مسطحًا.
يمكن إعادة ترتيب معادلة فريدمان،
{\displaystyle {\frac {3a^{2}}{8\pi G}}H^{2}=\rho a^{2}-{\frac {3kc^{2}}{8\pi G}},}
كما يلي
{\displaystyle \rho _{c}a^{2}-\rho a^{2}=-{\frac {3kc^{2}}{8\pi G}},}
وبعد إخراج ρa2 كعامل مشترك، وتعويض Ω=ρ/ρc
{\displaystyle (\Omega ^{-1}-1)\rho a^{2}={\frac {-3kc^{2}}{8\pi G}}.}
يحتوي الجانب الأيمن من التعبير الأخير أعلاه على ثوابت فقط، وبالتالي يجب أن يظل الجانب الأيسر ثابتًا طوال فترة تطور الكون.
مع توسع الكون، يزداد عامل التحجيم، لكن الكثافة تنخفض مع انتشار المادة (أو الطاقة). بالنسبة للنموذج العياري للكون الذي احتوى بشكل أساسي على المادة والإشعاع خلال معظم تاريخيه، تنخفض الكثافة ρ بسرعة أكبر من سرعة زيادة a2، وبالتالي سينخفض المعامل ρa2. منذ فترة عصر بلانك، بعد فترة وجيزة من الانفجار العظيم، انخفض هذا المعامل بنحو 1060، وبالتالي ازداد المعامل (Ω−1 – 1) بمقدار مماثل للحفاظ على حاصل الضرب ثابتًا.

## القيمة الحالية لـ Ω

### القياس
يشار إلى قيمة Ω في الوقت الحالي بالرمز Ω0. يمكن استنتاج هذه القيمة بقياس انحناء الزمكان (إذ تُعرّف المُساواة = 1 Ω، أو ρ= ρc ، على أنها الكثافة التي تؤدي لانعدام الانحناء k = 0). يمكن استنتاج الانحناء عن طريق عمليات الرصد.
تقوم إحدى عمليات الرصد بالبحث عن تباين في الخواص (أي الاختلافات مع تغير الاتجاه) في إشعاع الخلفية الكونية الميكروي (سي إم بي). سي إم بي هو عبارة عن إشعاع كهرومغناطيسي يملأ الكون، الذي خلفه من مرحلة مبكرة في تاريخه عندما كان مليئًا بالفوتونات والبلازما الساخنة الكثيفة. بردت هذه البلازما مع توسع الكون، وعندما بردت بما يكفي لتشكيل ذرات مستقرة، لم تعد تمتص الفوتونات. منذ ذلك الحين، انتشرت هذه الفوتونات، وأصبحت أكثر خفوتًا وأقل نشاطًا أثناء انتشارها عبر الكون الآخذ في التوسع.
درجة حرارة هذا الإشعاع هي ثابتة تقريبًا في جميع أنحاء السماء، ولكن هناك اختلاف طفيف (حوالي جزء واحد من كل 100000) في درجة الحرارة عند النظر إلى اتجاهات مختلفة. يعتمد المقياس الزاوي لهذه التقلبات – أي الزاوية النموذجية بين البقع الساخنة والبقع الباردة في السماء – على انحناء الكون الذي يعتمد بدوره على كثافته كما هو موضح أعلاه. بالتالي، تسمح قياسات هذا المقياس الزاوي بتقدير قيمة Ω0.